# ヴェルナー5世 (ヴォルムスガウ伯)
ヴェルナー5世（Werner V., 859年頃/899年頃 - 935年頃）は、ナーエガウ伯、シュパイアーガウ伯、ヴォルムスガウ伯。歴史上最初に実在が確認できるザーリアー家の人物である。その生涯については不明な点が多く、様々な推測がなされている。それらによると、父はヴェルナー4世、母は東フランク王コンラート1世の姉妹。ドイツ王コンラート1世の娘のヒヒャ（Hicha）と結婚し、後にロートリンゲン大公となるコンラート（赤公）をもうけた。